# اتحادیه فدرالیست‌های اروپایی
اتحادیه فدرالیست های اروپایی (فدرال خواهان) (به انگلیسی: Union of European Federalists) (UEF)، یک سازمان غیردولتی اروپایی است که خواستار اروپای فدرال است. این سازمان، از ۲۰ سازمان تشکیل شده است و از سال ۱۹۴۶ در سطوح اروپایی، ملی و محلی فعال بود.  

## تاریخچه
پایه‌گذاری اتحادیه فدرالیست‌های اروپا به کنفرانس در هرتنشتاین با حضور ۷۸ نماینده از جنبش‌های فدرالیستی ۱۶ کشور اروپایی در سپتامبر ۱۹۴۶ در هرتنشتاین، نزدیک زوریخ در سوئیس برمی‌گردد. این گروه‌ها، باور مشترکی داشتند که تنها یک فدراسیون اروپایی بر پایه ایده «اتحاد در تنوع» می‌تواند از  تکرار درد و ویرانی در دو جنگ جهانی جلوگیری کند. بنابراین، برنامه‌ای که بر اساس این ایده بنا شده بود را «اعتمادنامه-برنامه» به دست آوردند. فدرالیست‌ها باور داشتند که فقط تلاش مشترک شهروندان اروپایی برای رسیدن به این هدف می‌تواند اروپایی صلح‌آمیز و دموکراتیک، همراه با آزادی و حفاظت از حقوق بشر را تضمین کند.
در دومین نشست در لوکزامبورگ، این گروه‌ها بر سر ایجاد یک دبیرخانه دائمی اروپایی در پاریس و دیگری در شهر نیویورک برای فدرالیست‌ های جهانی توافق کردند. اما در ۱۵ و ۱۶ دسامبر ۱۹۵۶ در پاریس بود که UEF رسماً آغاز به کار کرد. وظیفه آن هماهنگی و تقویت فعالیت‌های جنبش‌های مختلف و سازماندهی آنها در یک ساختار فدرال بود.
پس از دریافت وضعیت قانونی، UEF برای پیمان فدرال اروپا کمپین کردند. این شامل تلاش برای تبدیل مجمع مشاوره‌ای شورای اروپا به «مجمع مؤسسان فدراسیون اروپا» بود. ابزار اساسی قراردادی بود که توسط هزاران شهروند اروپا و تعداد زیادی از افراد برجسته سیاسی، فکری و علمی امضا شده بود. خواستار تدوین یک متن برای یک پیمان فدرال توسط مجمع مشورتی شورای اروپا و پیشنهاد تصویب آن را به اتحادیه اروپا بود. علاوه بر این، اتحادیه فدرالیست‌های اروپا برای تصویب جامعه دفاعی اروپا (EDC) و ایجاد یک جامعه سیاسی تلاش کرد.
پس از رد پروژه EDC، فدرالیست‌ها بر اساس نظرات مختلف درباره راهبردی که باید توسط سازمان پیگیری شود به دو گروه تقسیم شدند: آن دسته از افرادی که از پیشنهادهای آلتیرو اسپینلی (۱۹۰۷–۱۹۸۶) حمایت می‌کردند و بیش‌تر از رویکرد تأسیس و طرح قانون اساسی پیروی می‌کردند و آن دسته که به رویکرد گام به گام تمایل داشتند. گروه اولی نمی‌خواستند صرفاً به یک بازار مشترک بسنده کنند، در حالی که گروه دوم به‌طور کامل از آن حمایت می‌کرد. این تناقض منجر به تقسیم UEF در ژوئیه ۱۹۵۶ و تقسیم آن به دو سازمان شد: Mouvement Fédéraliste Européen" (M.F.E.)" که از طرفداران نظریه قانون اساسی تشکیل شده بود و "Action Européenne Fédéraliste (A.E.F.)" که اعضای آن از دسته دوم بودند.
اما هنگامی که اتحادیه گمرکی ایجاد شد و چشم‌انداز توسعه به یک اتحادیه اقتصادی و پولی را به همراه داشت، دو سازمان فدرالیستی به توافق ادغام کردن فعالیت‌های سیاسی خود رسیدند که حول محور مبارزات انتخاباتی در پارمال اروپا ایجاد شده بود. پارلمان اروپا، این ایده راهبردی که توسط فدرالیست‌های ایتالیایی پیشنهاد شده بود، به سرعت به پلت‌فرم مشترک همه سازمان‌های فدرالیستی تبدیل شد که در آوریل ۱۹۷۳ دوباره گرد هم آمدند و بدین ترتیب UEF دوباره ایجاد شد.
فعالیت‌های اتحادیه فدرالیست‌های اروپا شامل برگزاری تظاهرات عمومی با حضور هزاران شرکت‌کننده بود. به عنوان مثال، تظاهراتی در هماهنگی با شورای اروپا در رم در دسامبر ۱۹۷۵، جایی که تصمیم گرفته شد که انتخابات اروپا حتی بدون مشارکت بریتانیا و دانمارک برگزار شود (اگرچه در نهایت آنها شرکت کردند)، شکل گرفت. تظاهراتی با پنج هزار شرکت‌کننده در استراسبورگ در ۱۷ ژوئیه ۱۹۷۹ در پی انتخابات اولین دوره پارلمان اروپا و تظاهراتی در هماهنگی با شورای اروپا در فونتن‌بلو در ۲۵ ژوئن ۱۹۸۴ برگزار شد. همچنین تظاهرات بزرگی در میلان با صد هزار شرکت‌کننده در پیوند با شورای اروپا در ۲۸ و ۲۹ ژوئن ۱۹۸۵ انجام شد که این تظاهرات بزرگ‌ترین تظاهرات عمومی در تاریخ نبرد فدرالیستی بود. جایی که اکثریت تصمیم گرفتند یک کنفرانس بین دولتی برای بررسی معاهدات جامعه تشکیل دهند.
فروپاشی دیوار برلین، پایان جنگ سرد، اتحاد دوباره آلمان و تصویب پیمان ماستریخت منجر به کمپین سازمان برای دموکراسی اروپایی شد که شامل تمایل به حذف کنترل مرزی بین کشورهای اتحادیه اروپا، هموارسازی گسترش و تعمیق و تقویت نقش پارلمان اروپا و کمیسیون اروپا و گسترش رای اکثریت و حذف انحصار «دولت» در اعمال قدرت پایه در اتحادیه بود.
بخش مهم دیگری از تاریخ این سازمان، کمپین قانون اساسی اروپای فدرال در نیس بود که در آن ده‌ها هزار نفر از جمله صدها مسئول محلی شرکت کردند. 

#### رؤسای هیئت اجرایی
- هندریک بروگمنز ۱۹۴۷–۱۹۴۹
- هانری فرنه ۱۹۵۰–۱۹۵۲
- آلتیرو اسپینلی ۱۹۵۵–۱۹۵۶
- گریگور گافنکو ۱۹۵۶
- الکساندر مارک ۱۹۵۷
- ریموند ریفلت ۱۹۵۹–۱۹۶۴
- ماریو آلبرتینی ۱۹۶۶

#### روسای (تا سال ۱۹۶۶ از «روسای کمیته مرکزی»)
- هانری ژنه ۱۹۴۷
- هانری فرنه ۱۹۴۸–۱۹۴۹
- هندریک بروگمنز ۱۹۵۰
- اوژن کوگون ۱۹۵۰–۱۹۵۲
- هانری فرنه ۱۹۵۵
- گریگور گافنکو ۱۹۵۶
- انزو جیاچرو ۱۹۵۷
- انزو جیاچرو ۱۹۵۹–۱۹۶۲
- اتین هیرش ۱۹۶۴–۱۹۷۲
- اتین هیرش – جی.اچ. سی مولنار ۱۹۷۲
- ماریو آلبرتینی ۱۹۷۵–۱۹۸۲
- جان پیندر ۱۹۸۴–۱۹۸۷
- فرانچسکو روسولیلو ۱۹۸۹–۱۹۹۴
- جو لینن ۱۹۹۷–۲۰۰۴
- مرسدس برسو ۲۰۰۶–۲۰۰۸
- اندرو داف ۲۰۰۸–۲۰۱۳
- المار بروک ۲۰۱۳–۲۰۱۸
- ساندرو گوزی از سال ۲۰۱۸

#### معاون دبیرکل
- هنری کوخ کنت ۱۹۴۶.[۱] او همچنین در تأسیس سازمان در نشست لوکزامبورگ فعال بود.[۲]

## سازمان‌های عضو

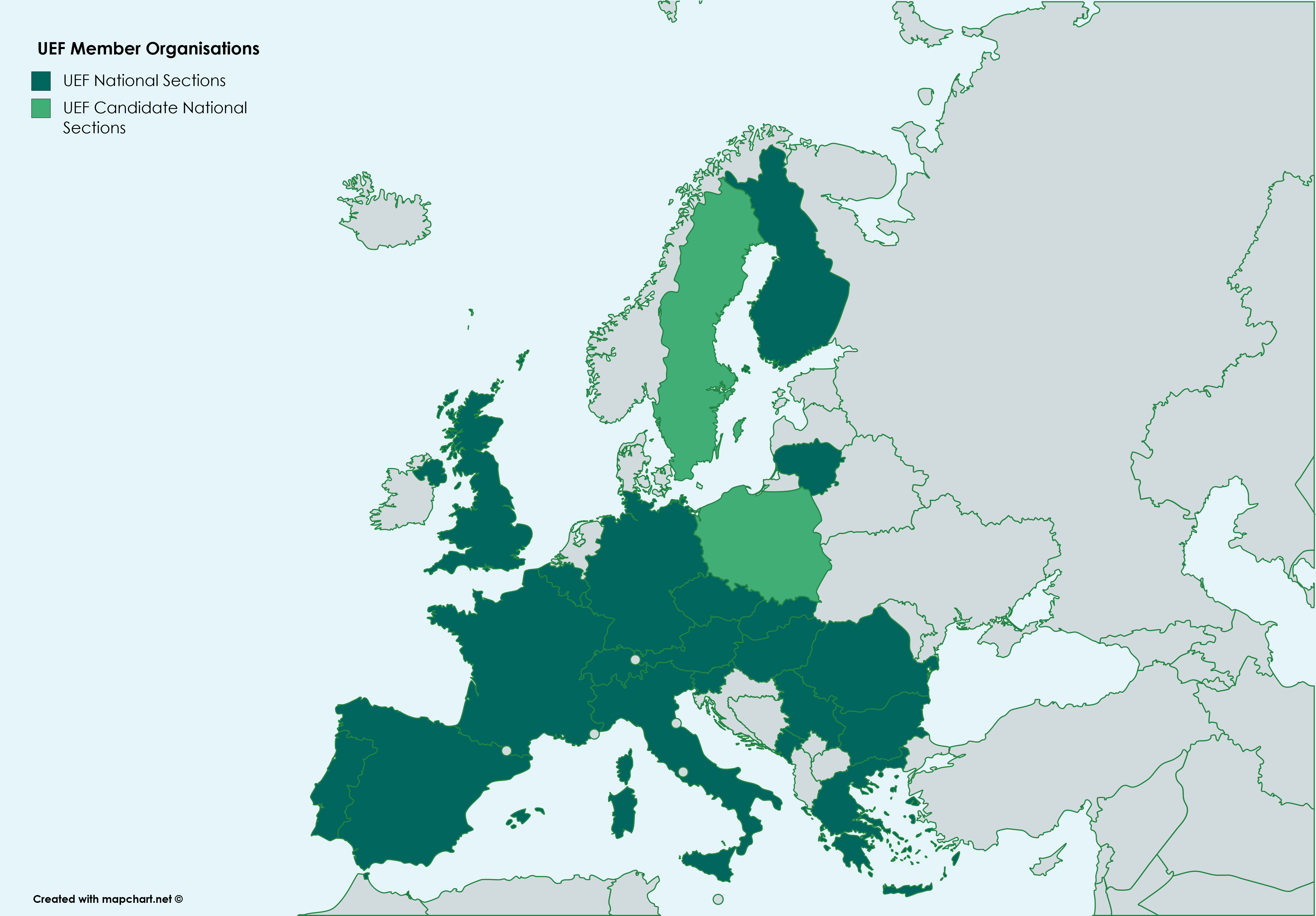
کشورهای عضو سازمان‌های اتحادیه فدرالیست‌های اروپایی در سال ۲۰۱۷

- Europäische Föderalistische Bewegung Österreich(UEF اتریش)
- U.E.F. België / U.E.F. Belgique (UEF بلژیک)
- U.E.F. Balgarija(UEF بلغارستان)
- Unie evropských federalistů v České republice (U.E.F. جمهوری چک)
- European Federalist Movement of Cyprus (UEF قبرس)
- Europa-Union Deutschland (UEF آلمان)
- Eurooppafederalistit (U.E.F. فنلاند)
- European Federalist Movement Greece (UEF یونان)
- Union des fédéralistes européens (U.E.F. فرانسه)
- Európai Föderalisták Uniója (UEF مجارستان)
- Movimento Federalista Europeo (UEF ایتالیا)
- Europos federalistai Lietuvoje (UEF لیتوانی)
- UEF لوکزامبورگ
- UEF Crna Gora (UEF منته‌نگرو)
- UEF Portugal(UEF پرتغال)
- UEF رومانیا
- Únia európskych federalistov (UEF اسلواکی)
- Unión de Europeístas y Federalistas de España (UEF اسپانیا)
- Unija evropskih federalista (UEF صربستان)
- Europafederalisterna (UEF سوئد)
- Mouvement européen Suisse/Europäische Bewegung Schweiz/Movimento europeo Svizzera (UEF سوییس)
- Federal Union (UEF پادشاهی متحده بریتانیا)
- UEF Europe Groupe

## مأموریت
مأموریت اتحادیه فدرالیست‌های اروپا به شرح زیر است:
- افزایش آگاهی عمومی مردم دربارهٔ مسائل اروپایی؛ با برگزاری گفتگوهای عمومی، سمینارها، غرفه‌های اطلاعاتی، کمپین‌ها و اقدامات خیابانی دربارهٔ مسائل و تحولات کلیدی اروپا.
- اعمال فشار بر سیاستمداران همفکر از طریق اعمال لابی، ایجاد بسترها (با هدف افزایش درک فدرالیسم) و بحث در پارلمان‌های اروپایی و ملی.
- گسترش ایده‌ها از طریق ارتباطات قوی، از طریق بیانیه‌های مطبوعاتی، وب سایت و خبرنامه UEF و انتشار آن‌ها در گسترده‌ترین شکل ممکن.
- همکاری با سایر سازمان‌های غیردولتی (NGO)، به ویژه جامعه مدنی اروپایی مانند جوانان فدرالیست اروپایی (JEF) و جنبش اروپایی، و در نهایت تحت فشار قرار دادن سیاستمداران از طریق سازماندهی تظاهرات عمومی.

## برای مطالعهٔ بیشتر
- Sergio Pistone (2008), The Union of European Federalists (به انگلیسی), Milan: Giuffrè Editore, ISBN 978-88-14-14251-2
- Heinrich Kümmerle (2020), Europa ist für alle da! (به آلمانی), Wroclaw: Amazon Fulfillment, ISBN 978-3-00-066061-0